# جون نوكس

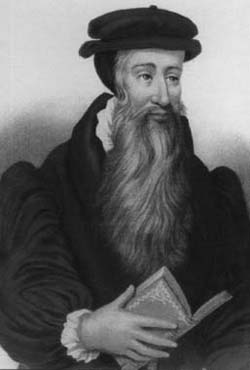
جون نوكس

جون نوكس (بالإنجليزية: John Knox) (ولد 1514م - توفي 24 نوفمبر 1572م) مصلح ديني اسكتلندي وقائد حركة الإصلاح البروتستانتي كانت له اليد الطولى في نقل البلاد من الكاثوليكية إلى البروتستانتية.
بدأ نوكس نشاطه عام 1542، فلم تمض 5 سنوات حتى اعتُرف به مبشراً عنيداً ضد البابوية، فاتهمه البابا بالهرطقة وسجن مدة في فرنسا وعمل في إحدى سفن العبيد نحو سنة ونصف وذهب إلى إنجلترا بعد الإفراج عنه، وفي جينيف تم إحراق تمثال له بتهمة الهرطقة، كان جون كالفين يستشيره في أمر الكنيسة.
في عام 1559 عاد نوكس إلى اسكتلندا عندما اشتد الصراع بين الكاثوليك والبروتستانت بقيادة النبلاء البروتستانت فتزعمهم وفي السنة اللاحقة أسس الكنيسة البريسبيتارية أو المشيخية التي ألغت سلطة البابا، مما حدا بإليزابيث الأولى ملكة إنكلترا التدخل لفرض الدين الجديد، وحل السلام بشكل نسبي حتى وصول الملكة ماري ستيوارت الكاثوليكية من فرنسا.
حدثت خلافات بين نوكس والتاج واعتقل في إحداها بتهمة الخيانة حيث كان عنيفا في انتقاداته وشكك في تعاليم ماري ورغم مهارتها ومنطقها في المناظرات بينهما ، الأمر الذي سبّب له المتاعب ، فقد اكتسب نوكس حب الشعب وعقله عليها، وعند إعدام إعدام ماري كانت اسكتلندا قد أصبحت كاثوليكية.
كان نوكس حذراً فطناً، مسالماً بطبعه، رابط جأشاً، عنيداً . توفي نوكس في 24 من شهر نوفمبر عام 1572م مخلّفاً كتاباً من أبرز الكتب التي وضعها تاريخ الإصلاح الديني في اسكتلندا .

## روابط خارجية
- جون نوكس على موقع الموسوعة البريطانية (الإنجليزية)
- جون نوكس على موقع إن إن دي بي (الإنجليزية)
- جون نوكس على موقع ديسكوغز (الإنجليزية)